# Блубел (Јута)
Блубел (енгл. Bluebell) насељено је место без административног статуса у америчкој савезној држави Јута.

## Демографија
По попису из 2010. године број становника је 293.
| Група             | 2000.    | 2010.       |
| Белци             | 0 (0,0%) | 268 (91,5%) |
| Афроамериканци    | 0 (0,0%) | 4 (1,4%)    |
| Азијати           | 0 (0,0%) | 0 (0,0%)    |
| Хиспаноамериканци | 0 (0,0%) | 7 (2,4%)    |
| Укупно            | 0        | 293         |